# بادي غالاغير
بادي غالاغير (بالإنجليزية: Paddy Gallagher) (23 يوليو 1989 ببلفاست في المملكة المتحدة - ) هو ملاكم بريطاني، صنّف ضمن فئة وزن الويلتر. شارك في دورة ألعاب الكومنولث 2010.

## إحصائيات
خاض خلال مسيرته 20 نزالا، فاز في 15 ولم يتعادل وخسر في 5. فاز بالضربة القاضية في 9 نزالات.

## روابط خارجية
- بادي غالاغير على موقع بوكس ريك (الإنجليزية) (registration required)